# Wanda Wiłkomirska

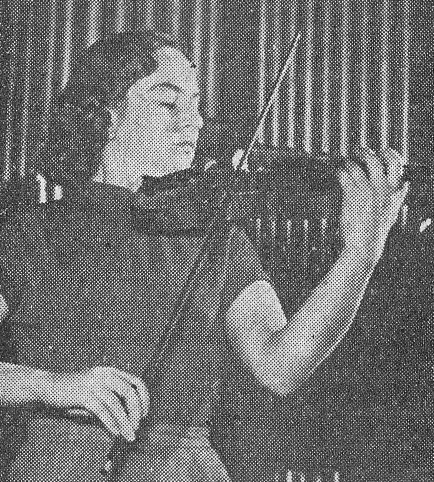
Wanda Wiłkomirska (ok. 1960)

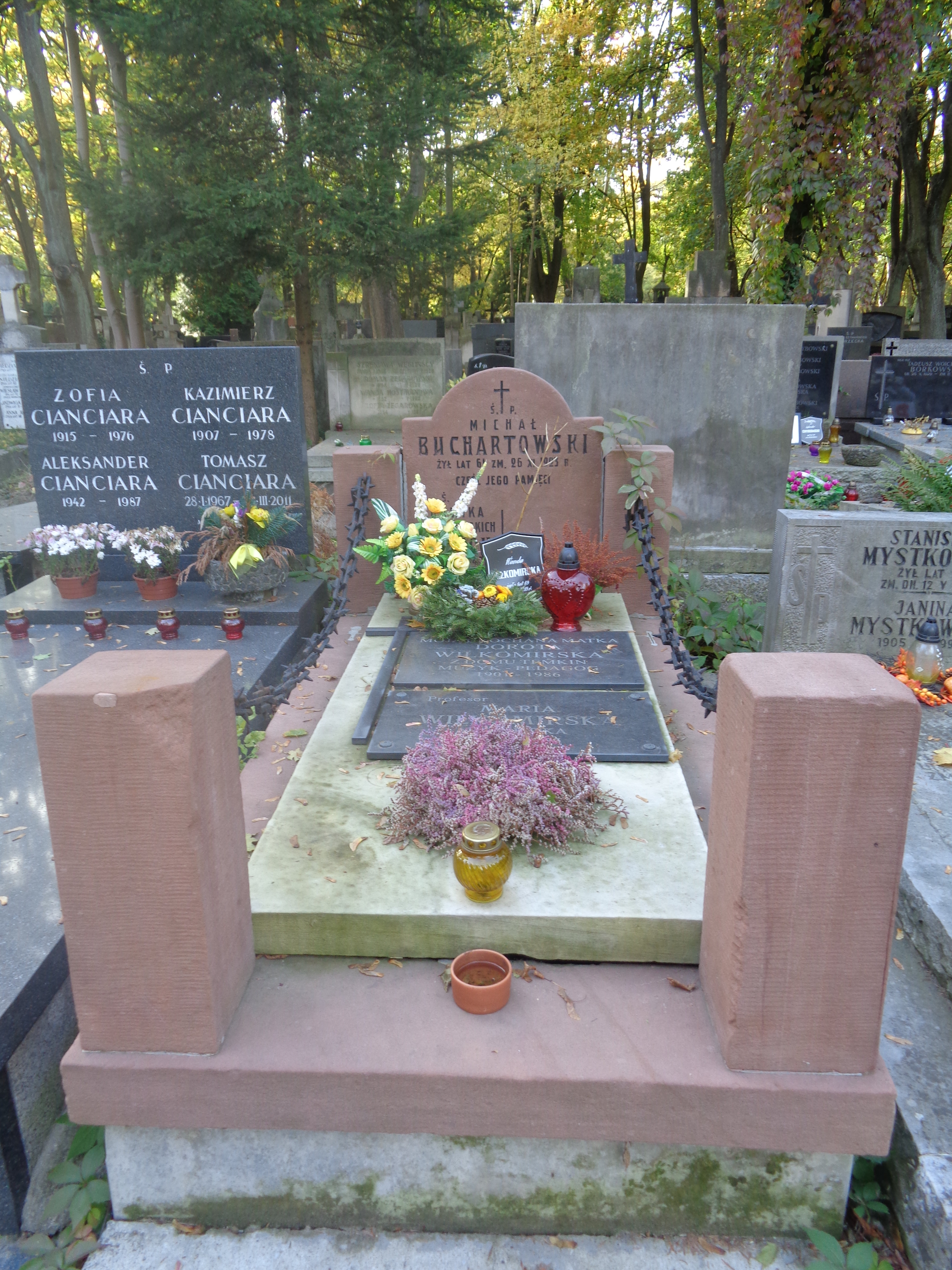
Grób Wandy Wiłkomirskiej na cmentarzu Powązkowskim w Warszawie

Wanda Wiłkomirska, właśc. Jolanta Wanda Rakowska z domu Wiłkomirska (ur. 11 stycznia 1929 w Warszawie, zm. 1 maja 2018 tamże) – polska skrzypaczka i pedagog.

## Życiorys
Pochodziła z warszawskiej rodziny muzycznej. Naukę gry na skrzypcach rozpoczęła w wieku 5 lat u swojego ojca Alfreda. Po dwóch latach nauki wystąpiła po raz pierwszy publicznie. Ukończyła IV Liceum Ogólnokształcące im. Emilii Sczanieckiej w Łodzi. W 1947 ukończyła studia w Państwowej Wyższej Szkole Muzycznej w Łodzi w klasie Ireny Dubiskiej, od 1949 była uczennicą Ede Zathureczky’ego w Akademii Muzycznej im. Ferenca Liszta w Budapeszcie. Jej pedagogami byli także Eugenia Umińska i Tadeusz Wroński w Warszawie oraz Henryk Szeryng w Paryżu. Była laureatką kilku międzynarodowych konkursów: w Genewie (1946), w Budapeszcie (1949) i Konkursu im. Wieniawskiego w Poznaniu (1952). Od czasu triumfalnego debiutu w Ameryce (1961) z orkiestrą Filharmonii Narodowej rozpoczęła się jej kariera międzynarodowa.
Przez 22 lata była solistką Filharmonii Narodowej w Warszawie, towarzysząc orkiestrze w jej podróżach, bywała też zapraszana na tournée przez inne orkiestry polskie i zagraniczne. Jako solistka brała udział w inauguracji odbudowanej po wojennych zniszczeniach Filharmonii Narodowej w Warszawie, w otwarciu Barbican Hall w Londynie, zainaugurowała oraz wystąpiła na pierwszym powojennym koncercie orkiestry Sydney Symphony w Operze w Sydney.
Koncertowała na sześciu kontynentach, dając recitale i grając z czołowymi orkiestrami pod dyrekcją m.in. Otto Klemperera, Leonarda Bernsteina, Carlo Marii Giuliniego, Johna Barbirollego, Kurta Masura, Wolfganga Sawallischa, Zubina Mehty, Witolda Rowickiego, Ericha Leinsdorfa, Pierre’a Bouleza, Eugena Jochuma, Franza Konwitschnego. Uczestniczyła w projektach kameralnych, grając z rodzeństwem („Trio Wiłkomirskich”), a także z Marthą Argerich, Danielem Barenboimem, Gidonem Kremerem, Mischą Maiskim. Coroczne koncerty w USA, liczne koncerty w prawie wszystkich państwach europejskich, w Japonii, Nowej Zelandii i Ameryce Południowej oraz pozytywne recenzje powodują, że Wanda Wiłkomirska uważana jest za jedną z czołowych skrzypaczek XX wieku.
W styczniu 1976 roku podpisała list protestacyjny do Komisji Nadzwyczajnej Sejmu PRL przeciwko zmianom w Konstytucji Polskiej Rzeczypospolitej Ludowej. Była działaczką KOR. 23 sierpnia 1980 roku dołączyła do apelu 64 uczonych, pisarzy i publicystów do władz komunistycznych o podjęcie dialogu ze strajkującymi robotnikami. Po 13 grudnia 1981, w stanie wojennym, wyjechała z kraju. Wróciła dopiero po upadku komunizmu.
Oprócz działalności koncertowej prowadziła klasę w Hochschule für Musik und Darstellende Kunst Mannheim w Niemczech (1983-1999) oraz w Sydney Conservatory of Music w Australii, łącząc pracę pedagogiczną z koncertami. Prowadziła też kursy mistrzowskie w wielu krajach oraz wielokrotnie uczestniczyła w pracach jury międzynarodowych konkursów skrzypcowych: Karla Flescha w Londynie, Jacques’a Thibaud w Paryżu, Piotra Czajkowskiego w Moskwie, ARD w Monachium, Henryka Wieniawskiego w Poznaniu, w Hanowerze oraz Tokio. Wanda Wiłkomirska była pierwszą wykonawczynią wielu utworów kompozytorów polskich, niemieckich i australijskich, niektóre z nich były jej dedykowane.
Nagrywała dla EMI, Deutsche Grammophon, Polskich Nagrań, Philipsa, Hungarotonu i innych wytwórni.
Grała na skrzypcach Petrus Guarnerius, Wenecja 1734.
Została pochowana na cmentarzu Powązkowskim w Warszawie (kwatera 223-1-16).

## Życie prywatne
Była córką polskiego muzyka Alfreda Wiłkomirskiego i Żydówki Debory-Doroty z domu Temkin.
Wanda Wiłkomirska była siostrą Józefa, przyrodnią siostrą Marii, Kazimierza i Michała, pierwszą żoną Mieczysława Rakowskiego, z którym miała dwóch synów – Artura i Włodzimierza. Po raz drugi nie wyszła za mąż.

## Odznaczenia
- Krzyż Komandorski z Gwiazdą Orderu Odrodzenia Polski (17 października 2001)[10][11],
- Krzyż Komandorski Orderu Odrodzenia Polski (1981)[10],
- Krzyż Oficerski Orderu Odrodzenia Polski (15 stycznia 1953)[12],
- Krzyż Kawalerski Orderu Odrodzenia Polski (1952)[13],
- Order Sztandaru Pracy I klasy (1964)[14],
- Złoty Medal „Zasłużony Kulturze Gloria Artis” (23 grudnia 2008)[15][16].

## Nagrody i wyróżnienia
- Nagroda Państwowa II stopnia (1952)[10],
- Nagroda Państwowa II stopnia (1953)[17],
- Nagroda Państwowa I stopnia (1964)[10],
- Nagroda Fundacji im. Karola Szymanowskiego (1997)[10],
- Medal Pamiątkowy „Pro Masovia” (2009)[18],
- Złota Sowa Polonii za osiągnięcia w dziedzinie muzyki (2011)[19],
- Doktor honoris causa Akademii Muzycznej w Łodzi (2006)[10],
- Honorowy Obywatel Miasta Kalisza (2006)[10],
- Honorowy Obywatel Miasta Świdnika[20].

## Filmografia
- 1967: Jowita jako ona sama
- 1996: Matka swojej matki jako profesorka Alicji